# Тачки 2 (саундтрек)
«Тачки 2» (оригинальный саундтрек) — саундтрек-альбом к одноимённому мультфильму Disney/Pixar. Он был снят Джоном Лассетером, это продолжение к мультфильму «Тачки» и второй фильмо во франшизе Тачки». Музыку написал Майкл Джаккино в его первом и единственном сотрудничестве с Лассетером. Фильм ознаменовал четвёртый раз Джаккино в качестве композитора Pixar после мультфильмов «Суперсемейка», «Рататуй» и «Вверх», который также был снят Лассетером, «Тачки 2» также четвёртый мультфильм Pixar, музыку к которому написал не Рэнди Ньюман или Томас Ньюман. Музыка была записана на Eastwood Scoring Stage более шести-семи недель, в то время как запись оркестра происходила в течение шести-восемь дней. Альбом был выпущен 14 июня 2011 года Walt Disney Records, за десять дней до выхода фильма и включал в себя песни в исполнении группы Weezer, Робби Уильямса, Брэда Пейсли и группы Perfume, а оставшуюся часть альбома сопровождала музыка Джаккино.

## Разработка
«Тачки 2» — единственный фильм Джона Лассетера, музыка к которому не была написана его частым сотрудником Рэнди Ньюманом, который также написал музыку к предшественнику. В октябре 2010 года Майкл Джаккино был нанят для записи музыки к фильму, после того, как ранее работал над мультфильмами Pixar «Суперсемейка», «Рататуй» и «Вверх». Сначала ему понравилась музыка первого фильма, написанная Ньюманом, и всякий раз, когда он смотрел мультфильм, он чувствовал, что «он был в середине чего-то важного, большого или чего-то авантюрного», и, смотря фильм, он чувствовал, что он идеально подходит. Посмотрев несколько итераций окончательного монтажа, он сказал: «Я смотрел, как фильм проходит через разные этапы, вы знаете, что он меняется, он развивается. Вы проходите через несколько его версий, чтобы попытаться получить наилучшую версию истории. Так что я видел примерно четыре версии этого по мере его происхождения».
«Там, конечно, есть вкусы всего этого, но для меня самое главное, что мы придерживаемся того, что важно для персонажей в тот момент. Хотя там, где они находятся, будут вкусы, в основном это будет о них. Музыка — это всегда, надеюсь, то, что происходит в их голове, в отличие от того, что происходит в мире за их пределами. С музыкой вы всегда хотите быть внутри персонажа. Ты хочешь остаться с ними. Вместо этого, когда вы погружаетесь с окружающей средой, она перестает быть о персонажах и перестает быть интересной».
Музыка имела международные вкусы, так как большая её часть сосредоточена вокруг Финна Макмиссла (Майкл Кейн), а также музыкальные эхо Радиатор-Спрингс и других элементов из первого мультфильма, которые он не хотел терять. Он признал, что в фильме есть тематический элемент, который развивается по мере продвижения фильма. Особенно, чтобы соответствовать персонажу Макмиссла, успешному шпиону в 1960-х годах в Лондоне, и он подумал о той музыке, которую он слушал для фильма, которая была музыкой для сёрфинга, которая стала центральным элементом фильма, а также его личностью. В сценах гонок было больше демонстративных гонок, и ни одна гитара не использовалась в фильме, если её использовать, это сочетание «гонок и чего-то ещё, что происходит по сюжету. Так что всё зависит от того, что происходит с сюжетом, сколько или как мало вы используете этот элемент».
Он сказал, что музыка — действительно та вещь для сёрфинга, по своей сути, и у неё были такие элементы, как «веселье, экшн, эмоции и дружба», которые ему понравились, сказав: «Вы знаете, с этими фильмами, особенно в Pixar, суть фильма обычно является чем-то очень эмоциональным и чем-то, что кажется действительно реальным, к чему вы можете относиться, это не так, как будто это делается ложным образом. Вы знаете, что многие фильмы будут относиться к эмоциям ложно, и вы можете почувствовать это очень быстро, но эти фильмы могут втянуть вас и заставить вас заботиться об этих персонажах, потому что они относятся к ним как к реальным людям, а не как к мультфильму или чему-то, над чем можно посмеяться, они на самом деле относятся к ним, как к реальным людям, и я думаю, что это здорово». Поскольку в фильме было несколько автомобилей, он не хотел, чтобы музыка была слишком откровенной с фильмом, так как она становится больше о музыке, чем о фильме, так как он чувствовал, что хочет, чтобы музыка следовала за персонажами.

## Список композиций
Вся музыка написана Майклом Джаккино, кроме отмеченных.
| №                   | Название                                               | Автор(ы)                    | Исполнитель(и)      | Длительность |
| ------------------- | ------------------------------------------------------ | --------------------------- | ------------------- | ------------ |
| 1.                  | «You Might Think» (кавер-версия песни группы The Cars) | Рик Окасек                  | Weezer              | 3:07         |
| 2.                  | «Collision of Worlds»                                  | Робби Уильямс Брэд Пейсли   | Уильямс Пейсли      | 3:36         |
| 3.                  | «Mon Cœur Fait Vroum (My Heart Goes Vroom)»            | Майкл Джаккино Скотт Лангто | Бенабар             | 2:49         |
| 4.                  | «Nobody’s Fool»                                        | Пейсли                      | Пейсли              | 4:17         |
| 5.                  | «Polyrhythm»                                           | Ясутака Наката              | Perfume             | 4:09         |
| 6.                  | «Turbo Transmission»                                   |                             |                     | 0:52         |
| 7.                  | «It’s Finn McMissile!»                                 |                             |                     | 5:54         |
| 8.                  | «Mater the Waiter»                                     |                             |                     | 0:43         |
| 9.                  | «Radiator Reunion»                                     |                             |                     | 1:40         |
| 10.                 | «Cranking Up the Heat»                                 |                             |                     | 1:59         |
| 11.                 | «Towkyo Takeout»                                       |                             |                     | 5:40         |
| 12.                 | «Tarmac the Magnificent»                               |                             |                     | 3:27         |
| 13.                 | «Whose Engine Is This?»                                |                             |                     | 1:22         |
| 14.                 | «History’s Biggest Loser Cars»                         |                             |                     | 2:26         |
| 15.                 | «Mater of Disguise»                                    |                             |                     | 0:48         |
| 16.                 | «Porto Corsa»                                          |                             |                     | 2:55         |
| 17.                 | «The Lemon Pledge»                                     |                             |                     | 2:13         |
| 18.                 | «Mater’s Getaway»                                      |                             |                     | 0:59         |
| 19.                 | «Mater Warns McQueen»                                  |                             |                     | 1:31         |
| 20.                 | «Going to the Backup Plan»                             |                             |                     | 2:24         |
| 21.                 | «Mater’s the Bomb»                                     |                             |                     | 3:17         |
| 22.                 | «Blunder and Lightning»                                |                             |                     | 2:17         |
| 23.                 | «The Other Shoot»                                      |                             |                     | 1:03         |
| 24.                 | «Axlerod Exposed»                                      |                             |                     | 2:22         |
| 25.                 | «The Radiator Springs Grand Prix»                      |                             |                     | 1:30         |
| 26.                 | «The Turbomater»                                       |                             |                     | 0:50         |
| Общая длительность: | Общая длительность:                                    | Общая длительность:         | Общая длительность: | 63:24        |

## Реакция
Джеймс Саутхолл из Movie Wave написал: «Ничто здесь не лишено достоинств — это написано композитором с серьёзным талантом и умением передать то, что нужно фильму — но как альбом в нём есть что-то такое, что означает, что всё в целом кажется довольно меньше суммы его частей. Это достаточно занимательно, но я сомневаюсь, что кто-то сочтёт её одной из лучших работ композитора, и она остаётся в пыли гораздо превосходящей музыки Ньюмана для первой части, которая так и не получила того выпуска, которого заслуживала». Filmtracks.com написал: «Песни хороши, а музыка просто средняя, музыка Джаккино шире по объёму и явно длиннее, чем у Ньюмана, но ей не хватает каких-либо отличительных моментов или убедительной эмоциональной связи. Это просто пародийная музыка от начала до конца, и ее действительно трудно заняться ею, когда другие композиторы делали это раньше и, возможно, сделали это лучше».
Билл Грэхем из Collider написал: «Музыка Майкла Джаккино не имеет целенаправленной, узнаваемой темы». Джеймс Кристофер Монгер из Allmusic' написал: «Саундтрек фильма отражает эти изменения, меняя предыдущего маэстро Рэнди Ньюмана на чрезвычайно способного Майкла Джаккино и загружая коллекцию пятью очень разными поп-песнями». Тодд Маккарти из The Hollywood Reporter написал: «Музыка Майкла Джаккино влияет на суперзарядку на фильм, как будто она нужна».

## Чарты
| Чарт (2011)                      | Высшая позиция position |
| -------------------------------- | ----------------------- |
| Mexican Albums (AMPROFON)        | 25                      |
| US Billboard 200                 | 150                     |
| US Soundtrack Albums (Billboard) | 7                       |

## Участники записи
Участники записи взяты из примечаний к буклету компакт-диска.
- Творческое направление — Стив Гердес
- Помощник по производству музыки — Джимми Цай
- Композитор и продюсер — Майкл Джаккино
- Музыкальный подрядчик — Реджи Уилсон
- Музыкальный координатор — Эшли Чафин
- Команда записи — Аарон Уолк, Андре Дж.Х. Цвирс, Брюс Моникал, Чарли Ставиш, Данн Томпсон, Дрю Боллман, Гиан Райт, Кайл Маннер, Нил Каппеллино, Пол Смит, Стив Дженвик
- Команда музыки — Джей Селвестер, Ричард Уилер, Райан Робинсон
- Запись — Том Хардисти, Дэн Уоллин
- Директор музыкального производства — Эндрю Пейдж
- Дополнительный музыкальный редактор — Эрл Гаффари
- Помощник музыкального редактора — Александра Апостолакис
- Музыкальный редактор — Стивен М. Дэвис
- Исполнительный продюсер — Крис Монтан
- Мастеринг — Гэвин Лурссен, Рубен Коэн
- Музыкальный консультант — Букер Уайт, Walt Disney Music Library
- Музыкальная помощь — Дэйв Мартина
- Музыкальная помощь для руководителей — Джилл Хеффли
- Оркестр — Тим Симонек, Андреа Датцман, Брэд Дехтер, Кэмерон Патрик, Крис Тилтон, Айра Хершен, Марк Гасбарро, Маршалл Боуэн, Майкл Джаккино, Питер Бойер
- Дирижёр оркестра — Тим Симонец
- Музыкальный бизнес — Донна Коул-Брюле
- Креативный маркетинг — Глен Лаески
- Микшированик — Дэн Уоллин
- Музыкальный руководитель — Том Макдугалл
- Руководитель постпроизводства — Пол Чихоцки